# سریتو (ریو گراند دو سول)
سریتو (به پرتغالی: Cerrito) یک منطقهٔ مسکونی در برزیل است که در ریو گرانده جنوبی واقع شده‌است. سریتو ۴۵۱٫۷۰ کیلومتر مربع مساحت و ۶٬۰۴۷ نفر جمعیت دارد و ۵۰ متر بالاتر از سطح دریا واقع شده‌است.